# Sergio De Santis
Sergio De Santis (Napoli, 21 ottobre 1953) è uno scrittore italiano.

## Biografia
Nato a Napoli nel 1953, è un ex insegnante di storia e filosofia al liceo.
Suoi racconti sono apparsi sulle riviste Linea d'ombra e Nuovi Argomenti e nelle antologie Decalogo e Luna nuova e ha collaborato con i quotidiani La Repubblica e Il Mattino.
Ha esordito nella narrativa nel 2000 con la raccolta di racconti Malussìa: storie del vulcano muto e in seguito ha pubblicato i romanzi Cronache dalla città dei crolli (nella cinquina finale del Premio Strega 2006), Nostalgia della ruggine (Premio Napoli 2010), L'opera viva e Non sanno camminare sulla terra.

## Opere

### Romanzi
- Cronache dalla città dei crolli, Roma, Avagliano, 2005 ISBN 88-8309-173-6.
- Nostalgia della ruggine, Milano, Mondadori, 2010 ISBN 978-88-04-59519-9.
- L'opera viva, Milano, Mondadori, 2014 ISBN 978-88-04-63462-1.
- Non sanno camminare sulla terra, Milano, Mondadori, 2018 ISBN 978-88-04-68569-2.
- Lo scrivano di Cesare, Milano, Mondadori, 2021 ISBN 978-88-04-73725-4.

### Racconti
- Malussìa: storie del vulcano muto, Cava de' Tirreni, Avagliano, 2000 ISBN 88-8309-054-3.

### Antologie
- Luna nuova: scrittori dal Sud a cura di Goffredo Fofi, Lecce, Argo, 1997 ISBN 88-8234-004-X.
- Decalogo: Picca, Anedda, Ferri... raccontano i dieci comandamenti a cura di Arnaldo Colasanti, Milano, Rizzoli, 1997 ISBN 88-17-66069-8.